# ديف بوميروي
ديف بوميروي (بالإنجليزية: Dave Pomeroy)‏ هو كاتب أغاني وموسيقي ومنتج أسطوانات أمريكي، ولد في 26 أبريل 1956.

## وصلات خارجية
- الموقع الرسمي
- ديف بوميروي على موقع IMDb (الإنجليزية)
- ديف بوميروي على موقع ميوزك برينز (الإنجليزية)
- ديف بوميروي على موقع ديسكوغز (الإنجليزية)